# Landtagswahlkreis Melk
Der Wahlkreis Melk (Wahlkreis 11) ist ein Wahlkreis in Niederösterreich, der den politischen Bezirk Melk umfasst. Bei der Landtagswahl 2013 ging die Österreichische Volkspartei (ÖVP) mit 51,8 % als stärkste Partei hervor, wobei die ÖVP auch als einzige der kandidierenden Parteien eines der insgesamt drei Grundmandate im Wahlkreis erringen konnte.

## Geschichte
Niederösterreich war bis 1992 in vier Wahlkreise unterteilt, wobei der Bezirk Melk teilweise zu den Landtagswahlkreisen Viertel ober dem Manhartsberg und Viertel ober dem Wienerwald gehörte. Mit der Landtagswahlordnung 1992 wurde die Zahl der Wahlkreise auf 21 erhöht und der Bezirk Melk zu einem eigenen Wahlkreis erhoben.
Seit der Schaffung des Wahlkreises erreichte die Österreichische Volkspartei (ÖVP) bei jeder Landtagswahl im Wahlkreis Melk die relative Mehrheit, in vier von fünf Fällen auch die absolute Stimmenmehrheit. Das Ergebnis der ÖVP schwankte dabei zwischen 49,1 und 55,6 %. Ihr bisher bestes Ergebnis schaffte die ÖVP bei der Landtagswahl 2003 mit 55,6 %. Bei der letzten Landtagswahl im Jahr 2013 erreichte die ÖVP 51,8 %. Die ÖVP konnte bei jeder Landtagswahl im Wahlkreis Melk jeweils ein Grundmandat erreichen. 
Die Sozialdemokratische Partei Niederösterreich (SPÖ) belegte bei jeder Landtagswahl im Wahlkreis den zweiten Platz, wobei sie zwischen 1993 und 2003 immer je ein Grundmandat erzielte. 2003 erreichte die SPÖ mit 33,1 % ihr bisher bestes Ergebnis, danach rutschte die SPÖ 2008 bzw. 2013 mit Verlusten von 7 % bzw. 3 % auf nur noch 22,6 % ab. Dennoch lag die SPÖ damit 2013 leicht über dem niederösterreichischen Landesergebnis. Der Gewinn eines Grundmandates blieb der SPÖ jedoch auf Grund der stimmenverluste seit 2008 verwehrt.
Die Freiheitliche Partei Österreichs (FPÖ) konnten im Wahlkreis Melk bisher bei vier der fünf Wahlen den dritten Platz belegen, wobei sie 1998 mit 15,9 % ihr bisher bestes Ergebnis erreichte. In der Folge stürzte sie aber im Zuge der Affäre um Peter Rosenstingl auf 4,8 % ab und landete damit 2003 hinter den Grünen auf Platz vier. Nachdem die FPÖ 2008 wieder auf 10,8 % zulegen konnte, fiel sie 2013 mit 9,3 % wieder zurück, konnte jedoch den dritten Platz knapp vor dem Team Stronach verteidigen.
Die Grünen – Die Grüne Alternative konnten sich zwischen 1993 und 2013 langsam aber sukzessive von 2,1 auf 6,3 % steigern, wobei sie 2003 von der Schwäche der FPÖ profitierten und bei dieser Wahl kurzfristig auf den dritten Platz vorstoßen konnten. 2013 fielen die Grünen jedoch durch das Antreten des Team Stronach (FRANK bzw. TS) auf den fünften Platz zurück. Das Team Stronach konnte hingegen bei seinem ersten Antreten auf Anhieb 8,1 % der Stimmen erreichen, wodurch es 2013 den vierten Platz der kandidierenden Parteien belegte.

## Wahlergebnisse
| Wahltermin      | GM |                    | ÖVP   | SPÖ   | FPÖ   | GRÜNE | Sonstige |
| 16. Mai 1993    |    | Stimmenanteile     | 51,00 | 31,06 | 10,68 | 2,11  | 5,15     |
| 16. Mai 1993    | 3  | Grundmandate       | 1     | 1     | 0     | 0     | 0        |
| 22. März 1998   |    | Stimmenanteile     | 49,11 | 29,03 | 15,87 | 2,99  | 3,00     |
| 22. März 1998   | 3  | Grundmandate       | 1     | 1     | 0     | 0     | 0        |
| 30. März 2003   |    | Stimmenanteile     | 55,62 | 33,12 | 4,80  | 5,19  | 1,26     |
| 30. März 2003   | 3  | Grundmandate       | 1     | 1     | 0     | 0     | 0        |
| 9. März 2008    |    | Stimmenanteile     | 55,07 | 25,97 | 10,81 | 5,31  | 2,66     |
| 9. März 2008    | 3  | Grundmandate       | 1     | 0     | 0     | 0     | 0        |
| 3. März 2013    |    | Stimmenanteile     | 51,77 | 22,61 | 9,34  | 6,34  | 9,93     |
| 3. März 2013    | 3  | Grundmandate       | 1     | 0     | 0     | 0     | 0        |
| 28. Jänner 2018 |    | Stimmenanteile (%) | 52,45 | 22,66 | 16,00 | 4,64  | 4,25     |
| 28. Jänner 2018 | 3  | Grundmandate       | 1     | 0     | 0     | 0     | 0        |
| 29. Jänner 2023 |    | Stimmenanteile (%) | 40,19 | 19,13 | 29,00 | 5,87  | 5,81     |
| 29. Jänner 2023 | 3  | Grundmandate       | 1     | 0     | 1     | 0     | 0        |